# NGC 7214
NGC 7214 (другие обозначения — PGC 68152, ESO 467-12, IRAS22062-2803, MCG -5-52-34, HCG 91A, VV 700, AM 2206-280) — галактика в созвездии Южная Рыба.
Этот объект входит в число перечисленных в оригинальной редакции «Нового общего каталога».